# Ларгу (комуна)
Ларгу (рум. Largu) — комуна у повіті Бузеу в Румунії. До складу комуни входять такі села (дані про населення за 2002 рік):
- Ларгу (1636 осіб) — адміністративний центр комуни
- Скерлетешть (154 особи)

Комуна розташована на відстані 102 км на північний схід від Бухареста, 31 км на південний схід від Бузеу, 148 км на північний захід від Констанци, 85 км на південний захід від Галаца, 141 км на південний схід від Брашова.

## Населення
За даними перепису населення 2002 року у комуні проживали 1790 осіб. Усі жителі комуни рідною мовою назвали румунську. За віросповіданням усі жителі комуни — православні.
Національний склад населення комуни:
| Національність | Кількість осіб | Відсоток |
| -------------- | -------------- | -------- |
| румуни         | 1787           | 99,8%    |
| цигани         | 3              | 0,2%     |